# Mika Schroers
Mika Schroers (født 4. februar 2002 i Kempen (de)) er en tysk fodboldspiller. Han spiller i øjeblikket for Arminia Bielefeld i 3. Liga og er tidligere tysk ungdomslandsholdsspiller.

## Familie
Mika Schroers kommer fra en fodboldfamilie, da hans farfar Hannes Schroers og hans far Jan samt hans fætter Jannik Vestergaard også har spillet eller spiller fodbold. Hannes spillede for Fortuna Düsseldorf i Oberliga West (det højeste niveau i Tyskland før oprettelsen af Bundesligaen i 1963). Jan Schroers spillede for Bayer 05 Uerdingens U19-hold (i dag KFC Uerdingen 05) og blev U19-mester, og han var også en del af det professionelle hold i Bundesligaen i sæsonen 1989/90. Fætteren Jannik Vestergaard er født i Danmark og spiller for det danske landshold, og derudover spillede han fra 2011 til 2018 for Bundesliga-klubberne 1899 Hoffenheim, Werder Bremen og Borussia Mönchengladbach.

## Karriere som fodboldspiller

### Karriere i klubfodbold
Mika Schroers blev født i Kempen i delstaten Nordrhein-Westfalen og kom til den lokale klub SV Thomasstadt Kempen, før han med sine forældre flyttede til Wachtendonk og kom til TSV Wachtendonk/Wankum. 10 år gammel flyttede han til ungdomsakademiet i Borussia Mönchengladbach og fik der en professionel kontrakt i 2020. Schroers spillede, men ikke der og kun for reserveholdet i Regionalliga West, det fjerdehøjeste niveau i Tyskland.
Den 3. juni 2024 underskrev han en aftale med 3. Liga-klubben Arminia Bielefeld.

### Karriere med landsholdet
Mika Schroers har spillet for Tyskland på U15-, U16- og U18-niveau.